# P2RY11
P2RY11 (P2Y purinoceptor 11) je protein je protein koji je kod ljudi kodiran  genom.
Protein kodiran ovim genom pripada familiji G-protein spregnutih receptora, koji su preferentno aktivirani nukleotidima adenozina i uridina. Ovaj receptor je spregnut sa stimulacijom puteva fosfoinozitida i adenilil ciklaze i ponaša se kao selektivni purinoceptor. Postoje prirodni združeni transkripti, koji nastaju intergenskim splajsovanjem ovog gena i neposredno prethodećeg gena (PPAN, koji kodira petar pan homolog). PPAN-P2RY11 iRNK je široko izražena i kodira fuzioni protein koji ima zajednički identitet individualnih genskih proizvoda.

## Literatura
1. ↑  Communi D, Govaerts C, Parmentier M, Boeynaems JM (1998). „Cloning of a human purinergic P2Y receptor coupled to phospholipase C and adenylyl cyclase”. J Biol Chem. 272 (51): 31969—73. PMID 9405388. doi:10.1074/jbc.272.51.31969.
2. 1 2  „Entrez Gene: P2RY11 purinergic receptor P2Y, G-protein coupled, 11”.

## Dodatna literatura
- van der Weyden L, Conigrave AD, Morris MB (2000). „Signal transduction and white cell maturation via extracellular ATP and the P2Y11 receptor.”. Immunol. Cell Biol. 78 (4): 369—74. PMID 10947861. doi:10.1046/j.1440-1711.2000.00918.x.
- Adams MD; Kerlavage AR; Fleischmann RD;  . (1995). „Initial assessment of human gene diversity and expression patterns based upon 83 million nucleotides of cDNA sequence.” (PDF). Nature. 377 (6547 Suppl): 3—174. PMID 7566098.
- Communi D; Suarez-Huerta N; Dussossoy D;  . (2001). „Cotranscription and intergenic splicing of human P2Y11 and SSF1 genes.”. J. Biol. Chem. 276 (19): 16561—6. PMID 11278528. doi:10.1074/jbc.M009609200.
- Moore DJ; Chambers JK; Wahlin JP;  . (2001). „Expression pattern of human P2Y receptor subtypes: a quantitative reverse transcription-polymerase chain reaction study.”. Biochim. Biophys. Acta. 1521 (1-3): 107—19. PMID 11690642.
- Duhant X; Schandené L; Bruyns C;  . (2002). „Extracellular adenine nucleotides inhibit the activation of human CD4+ T lymphocytes.”. J. Immunol. 169 (1): 15—21. PMID 12077223.
- Strausberg RL; Feingold EA; Grouse LH;  . (2003). „Generation and initial analysis of more than 15,000 full-length human and mouse cDNA sequences.”. Proc. Natl. Acad. Sci. U.S.A. 99 (26): 16899—903. PMC 139241 . PMID 12477932. doi:10.1073/pnas.242603899.
- Gerhard DS; Wagner L; Feingold EA;  . (2004). „The status, quality, and expansion of the NIH full-length cDNA project: the Mammalian Gene Collection (MGC).”. Genome Res. 14 (10B): 2121—7. PMC 528928 . PMID 15489334. doi:10.1101/gr.2596504.
- Moreschi I; Bruzzone S; Nicholas RA;  . (2006). „Extracellular NAD+ is an agonist of the human P2Y11 purinergic receptor in human granulocytes.”. J. Biol. Chem. 281 (42): 31419—29. PMID 16926152. doi:10.1074/jbc.M606625200.
- Zylberg J, Ecke D, Fischer B, Reiser G (2007). „Structure and ligand-binding site characteristics of the human P2Y11 nucleotide receptor deduced from computational modelling and mutational analysis.”. Biochem. J. 405 (2): 277—86. PMC 1904521 . PMID 17338680. doi:10.1042/BJ20061728.

## Spoljašnje veze
- „P2Y Receptors: P2Y11”. IUPHAR Database of Receptors and Ion Channels. International Union of Basic and Clinical Pharmacology. Архивирано из оригинала 03. 03. 2016. г.